# Parque nacional Serengueti

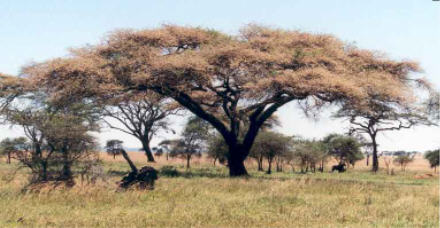
Acacias en el parque nacional Serengueti.

El  Parque Nacional Serengueti es un parque nacional de grandes proporciones (13 000 km²) en  Tanzania, África. Es famoso por las migraciones anuales de miles de ñúes. 
Los cinco grandes animales del parque, así llamados por los cazadores desde hace años, son el león, el leopardo, el elefante, el rinoceronte y el búfalo cafre. El parque también es el hábitat de hienas, guepardos, cebras, aves rapaces y muchas otras especies.
Cerca del parque se encuentra la Garganta de Olduvai, donde se han encontrado muchos fósiles y artefactos de homínidos. El parque es limítrofe con la Zona de conservación de Ngorongoro, que forma parte del gran ecosistema del Serengueti.
Prácticamente no hay asentamientos permanentes en el Serengeti y está prohibido establecerse allí. Solo los funcionarios de supervisión, los científicos y el personal de la oficina de turismo viven en el área del parque nacional. El asentamiento más grande, Seronera, alberga la sede y la pista de aterrizaje del parque nacional. La mayoría de los científicos también viven allí.

## Historia
El pueblo Masái ya criaba a sus animales en las "planicies sin fin" de la región 200 años antes de la llegada de los primeros exploradores europeos. El nombre Serengueti es una aproximación de la pronunciación de la palabra usada por los masái para describir la región. El geógrafo y explorador alemán Oscar Baumann llegó a la región en 1892. Baumann mató tres rinocerontes durante su estadía en el cráter de Ngorongoro.
El primer británico en visitar el Serengueti, Stewart Edward White, comenzó sus exploraciones en el norte del Serengueti en 1913. Volvió a la región durante los años 1920, y acampó cerca de Seronera durante tres meses. En este tiempo, él y los miembros de su equipo mataron 50 leones.
Debido a la caza intensiva, el número de leones se redujo, y los británicos decidieron crear una reserva parcial de caza de 800 acres (3,2 km²) en la región en 1921 y establecer una más completa en 1929. Estas reservas fueron la base para la creación del parque nacional Serengueti, que fue establecido en 1951. El Serengueti adquirió fama después del trabajo de Bernhard Grzimek y su hijo Michael en los años 1950. Juntos produjeron el libro y película Serengeti Shall Not Die, siendo aclamado como uno de los primeros y más importantes documentales acerca de la conservación de regiones naturales.
Como parte de la creación del parque, y con miras a preservar la vida salvaje, los masái que habitaban en la región fueron transferidos a las tierras altas del Ngorongoro. Aún existen considerables controversias acerca de esta transferencia, habiendo denuncias de que hubo coerción por parte de las autoridades coloniales.
Serengueti es el más antiguo parque nacional de Tanzania y es la principal atracción turística del país, siendo actualmente parte del circuito “Northern Safari”, el cual abarca el lago Manyara, y los parques nacionales de Tarangire y Arusha, bien así la zona de conservación de Ngorongoro. El parque nacional Serengueti fue declarado Patrimonio de la Humanidad por la Unesco en 1981.

## Geología

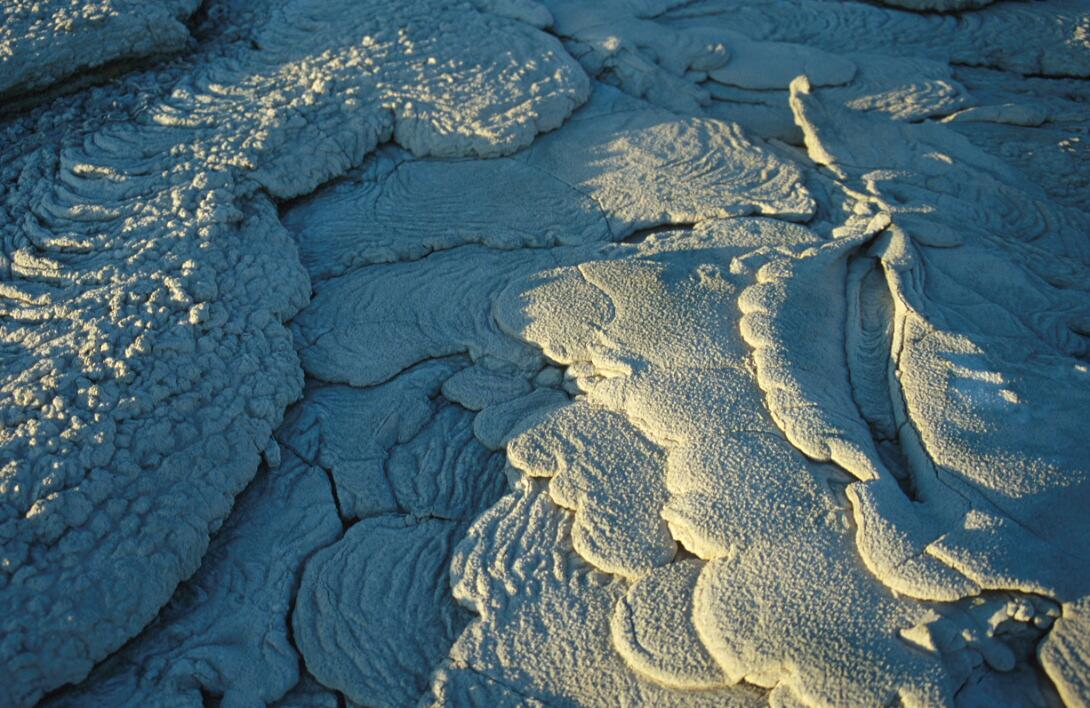
Lava de carbonatita en el volcán Ol Doinyo Lengai.

El basamento del complejo está formado por rocas verdes del sistema nianziano arcaico  (2,81-2,63 Ga de edad), granito-gneis plutón del Arcaico  (2,72-2,56 Ga de edad), que fueron sufrieron un levantamiento  geológico hace 180 Ma) formando koppies y colinas alargadas, el Neoproterozoico Cinturón de Mozambique formado por cuarcita y granito, y el Grupo Ikorongo neoproterozoico, formado por arenisca, pizarra y limolita que forman crestas lineales. La parte sureste del parque contiene roca volcánica de edad neógena y Ol Doinyo Lengai de edad holocena y ceniza volcánica del Holoceno.  Los ríos Grumeti, Mara, Mbalageti y Orangi fluyen hacia el oeste hasta el lago Victoria, mientras que el río Oldupai fluye hacia el este hasta los pantanos de Olbalbal.
En la parte oriental del parque se encuentran las Praderas volcánicas del Serengueti que son pastizales tropicales. Los pastizales crecen sobre depósitos de cenizas volcánicas procedentes del volcán Kerimasi, que entró en erupción hace 150.000 años, y también de las erupciones volcánicas del Ol Doinyo Lengai, que crearon capas de toba calcárea y suelo calcítico duro (vertisols) a partir de la rápida meteorización de la lava natrocarbonatita  producida por los volcanes.

## Vida salvaje

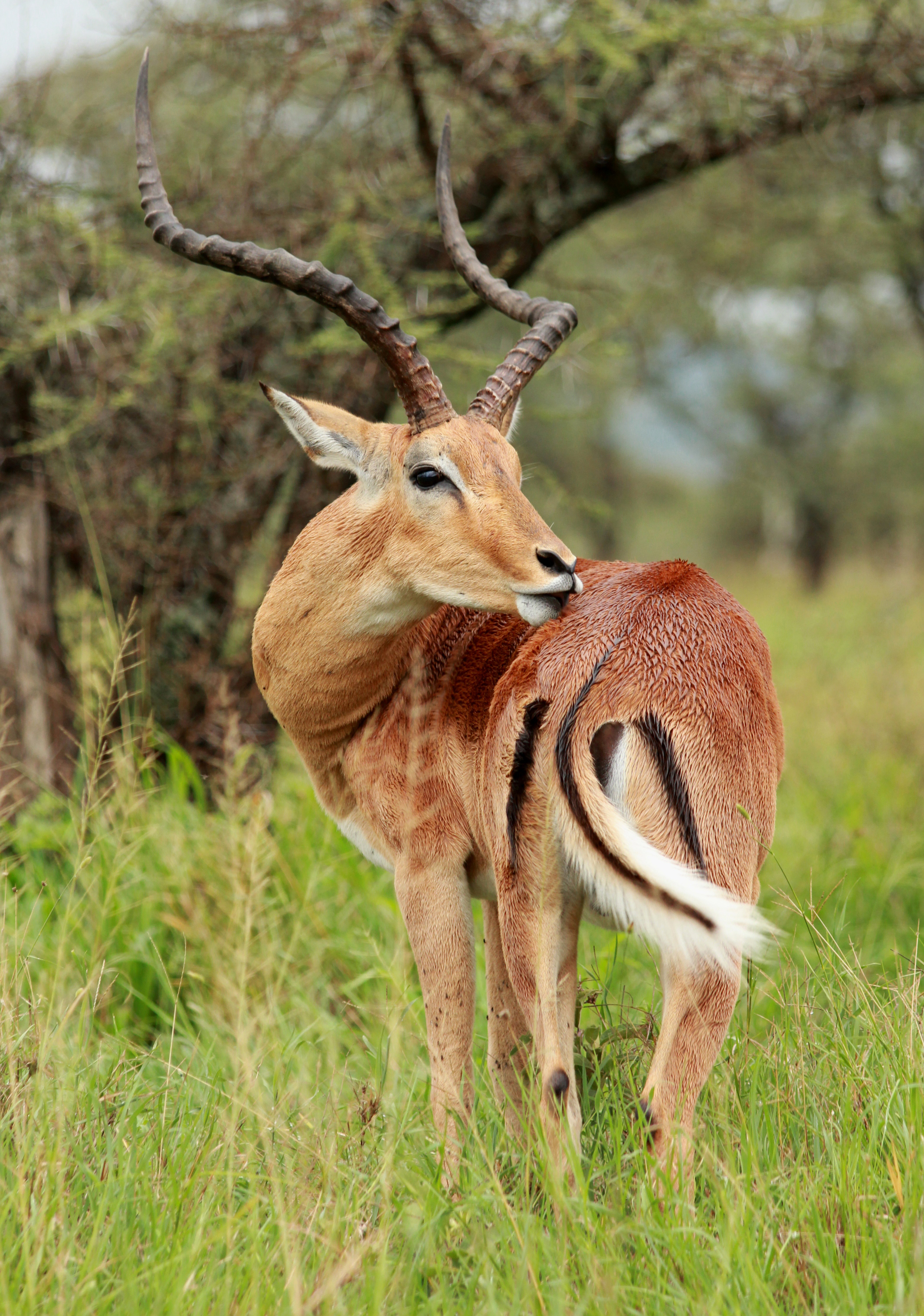
Impala en el parque nacional del Serengueti.

Además de la migración de los ungulados, el parque es muy conocido por su rica fauna salvaje, particularmente los "cinco grandes", los cinco principales "trofeos de caza":

### Los cinco grandes
- León: se cree que Serengueti tenga la más grande población de leones de África, en parte debido a la gran cantidad de animales que les sirven de presa. Actualmente hay más de 3.000 leones viviendo en el ecosistema del parque.
- Leopardo africano: estos predadores son frecuentemente avistados en la región de Seronera, pero existen en todo el parque nacional, y su población actual es aproximadamente de 1000.
- Elefante africano: las manadas se recuperan de la gran mortalidad de los años 1980, causada por la caza furtiva, y se concentran en el norte del parque.
- Rinoceronte negro: son encontrados próximos a los cerros testigos en el centro del parque. Quedan pocos individuos, debido a la caza furtiva. Algunas veces, animales de la Reserva Masái Mara atraviesan los límites del parque e ingresan en el territorio del Serengueti, desde el norte.
- Búfalo africano: aún abundante y con muchas especies, pero su número disminuyó debido a enfermedades.

#### Aves
Entre las aves más importantes están:
- Varias especies de buitres
- Flamenco
- Grulla coronada
- Paloma pinta
- Avutarda de pecho negro
- Ganso egipcio
- Avestruz
- Chorlito grande
- Estornino soberbio
- Ibis negro
- Cigüeña blanca
- Gallina de Guinea
- Avutarda kori
- Búho real
- Pelícano común
- Martín pescador pío
- Cigüeña de Abdim
- Garza gris
- Abubilla

## Mamíferos
- Ñu azul
- Hipopótamo común
- Jabalí verrugoso
- Cebra de Grant
- Guepardo
- Zorro orejudo
- Antílope acuático
- Gacela de Thompson
- Liebre
- Gato montés
- Leopardo

### Gran migración

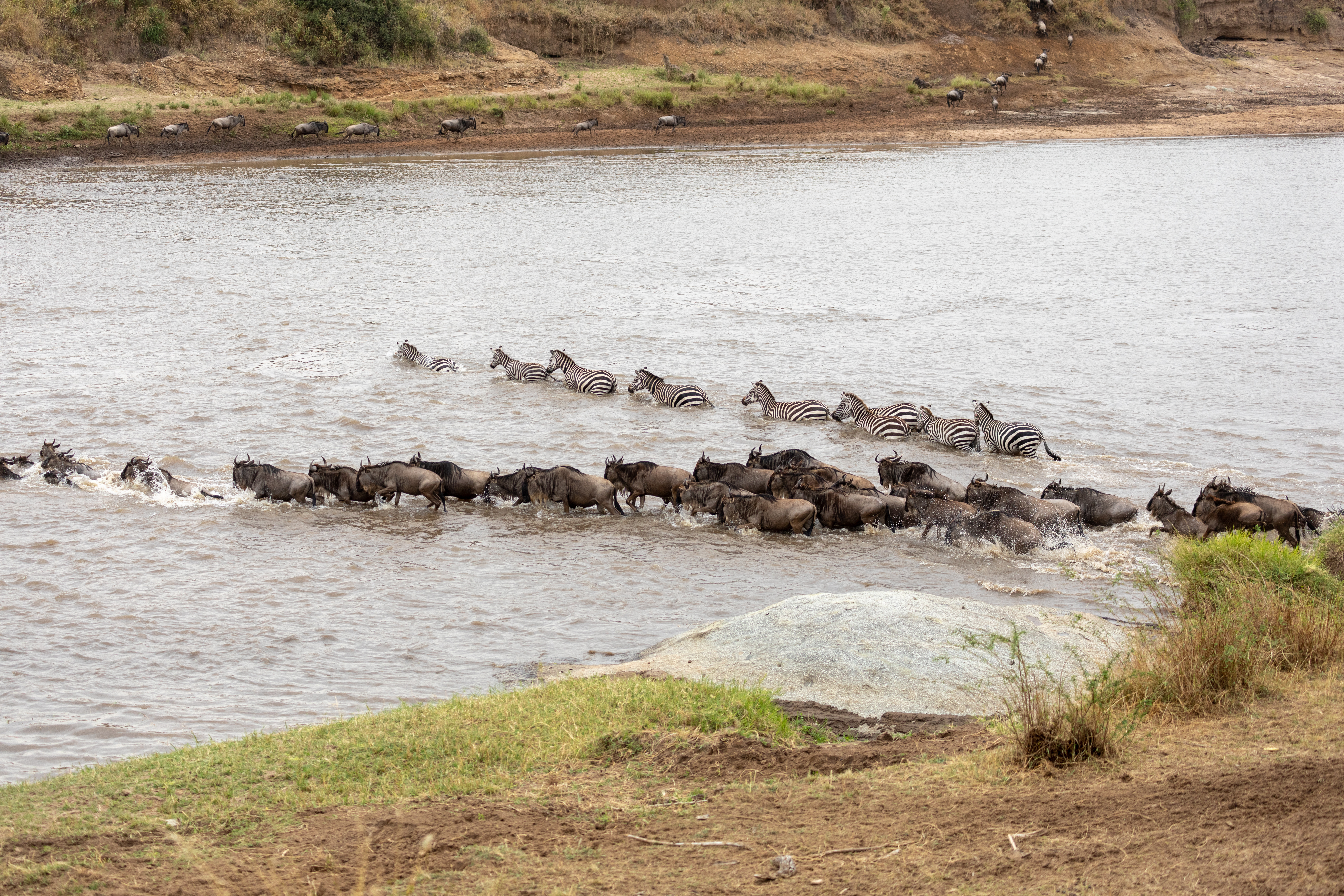
Ñus y cebras vadeando un río durante la Gran Migración.

La gran migración es la migración por tierra más larga del mundo. La ruta migratoria completa es de unos 500 mi (804,7 km). Al sur de esta ruta migratoria se encuentra la Zona de Conservación del Ngorongoro, donde nacen alrededor de medio millón de ñus entre enero y marzo. En marzo, al comienzo de la estación seca, aproximadamente 1,5 millones y 250.000 cebras comienzan a migrar en dirección norte hacia Maasai Mara en Kenia. El eland común, la cebra de las llanuras y la gacela de Thomson se unen a los ñus. En abril y mayo, los rebaños migratorios atraviesan el Corredor Occidental. Para llegar al Maasai Mara, los rebaños tienen que cruzar los ríos Grumeti y Mara, donde acechan unos 3.000 cocodrilos. Por cada ñu capturado por los cocodrilos, 50 mueren ahogados. Cuando termina la estación seca, a finales de octubre, los rebaños migratorios comienzan a regresar hacia el sur. Alrededor de 250.000 ñus y 30.000 cebras de llanura mueren anualmente ahogados, depredados, agotados, sedientos o enfermos.

### Otras especies animales
El parque también acoge a muchas otras especies:
- Agama común
- Picabuey
- Tejedor búfalo
- Babuino
- Jirafa
- Gacela de Grant
- Hiena manchada
- Chacal
- Impala

Además se encuentran animales como el damán, el toco de pico rojo, el cálao terrestre, varias especies de mariposas y orugas, el colobo, el ratel, la pitón de Seba, el secretario, la tortuga leopardo, el águila culebrera, el camaleón, el alcelafo, el cercopiteco de cara negra, el marabú, la paloma zenaida, el tejedor enmascarado, el duiker rojo, el inseparable, el bisbita gorgirrojo, la mangosta enana, la garceta común, el dik dik, el cocodrilo del Nilo, la mamba verde, la termita, el caracal, el nectarina variable, el topi, el licaón, el tejedor de pico rojo, el jabirú de Senegal, el tántalo africano, el saltarrocas, la alondra, el escarabajo pelotero y el serval.

### Poblaciones de animales
Las poblaciones incluyen grandes cantidades de animales: 1.500.000 ñus, 1.000.000 de gacelas, entre la gacela de Grant y la gacela de Thomson, 200.000 cebras, 75.000 impalas, 74.000 búfalos, 65.000 topis, 18.000 eláns, 9.250 alcelafos, 9.000 jirafas, 5.000 elefantes, 4.000 hienas, entre la hiena manchada y la hiena rayada, 3.000 leones y 500 guepardos. 
El licaón y el rinoceronte negro sufrieron grandes bajas: el primero se vio muy mermado por una epidemia canina y el segundo sufrió una drástica reducción desde los 700 ejemplares de la década de los 70 a los 20 sobrevivientes actuales.

## Flora
El Serengeti es uno de los ecosistemas más complejos y menos perturbados de África, que oscila entre veranos secos y polvorientos, inviernos verdes y manantiales exuberantes. El foco está en la sabana con árboles de acacia dispersos. Al sur hay amplias llanuras abiertas de pastos cortos, al norte hay largas praderas cubiertas de espinas, a lo largo de los ríos Galeriewald y en el montañoso corredor occidental, extensos bosques y cacerolas de arcilla negra.
En las llanuras abiertas onduladas, los pastizales cortos forman la vegetación principal. La mayoría de las llanuras se vuelven desiertas durante las sequías severas y son propensas a los incendios forestales, que la hierba corta puede tolerar. Este es el principal hábitat de los ungulados migratorios durante la temporada de lluvias. Las especies dominantes son Digitaria macroblephara, Sporobolus marginatus y Sporobolus kentrophyllus, indicadores de suelos sobrepastoreados y salinos. La amapola espinosa mexicana invasiva y tóxica ( Argemone mexicana) puede estar propagándose desde Ngorongoro. En áreas húmedas vienen juncias como Kyllinga nervosaantes. Hay extensas sabanas de bosques de acacias centrales que se extienden al este de Ikoma y algunos bosques de galería a lo largo de los ríos. Las arboledas de tierras bajas incluyen Commiphora africana, Acacia drepanolobium, Acacia gerrardii y dátiles del desierto ( Balanites aegyptiaca). Las arboledas de las tierras altas consisten en Acacia lahai y acacia seyal ( Acacia seyal )

## Amenazas

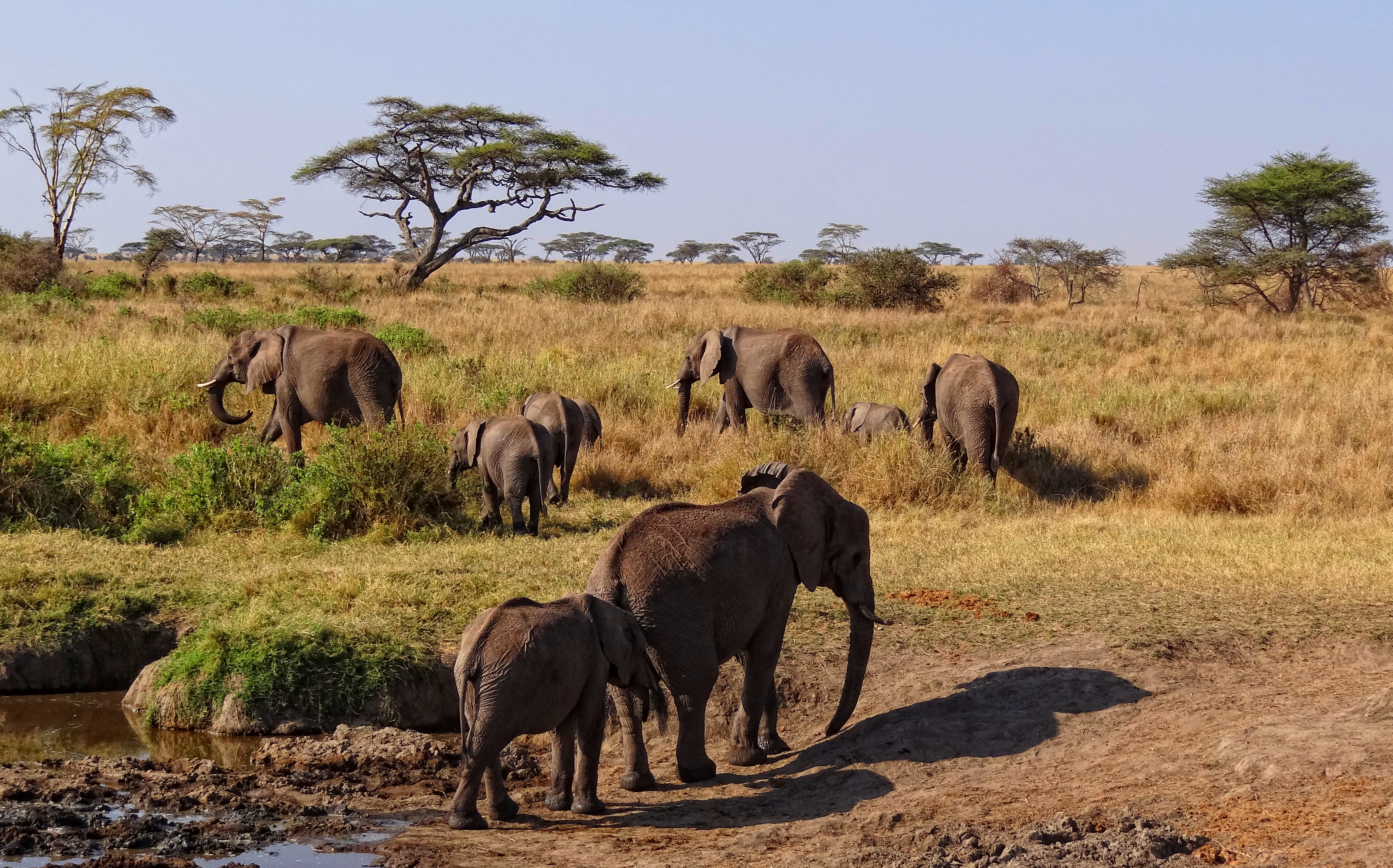
Familia de elefantes saliendo de un pozo de agua en el Serengueti.

El mayor problema del Serengeti ha sido durante mucho tiempo la caza furtiva. Se calcula que cada año se cazan furtivamente 40 000 o hasta 200 000 animales. Los cazadores furtivos han acabado casi por completo con los rinocerontes y han reducido considerablemente las poblaciones de jabalíes verrugosos, jirafas, búfalos y varias especies de antílopes. Los pastores matan a los leones que molestan en sus hogares. En el pasado, los cazadores furtivos cazaban elefantes principalmente para conseguir marfil, pero la prohibición del comercio de marfil ha reducido considerablemente la caza de elefantes. Ahora los animales se matan principalmente por su carne.
Los europeos trajeron consigo la peste bovina, de la que murieron muchos animales salvajes desde finales del siglo XIX hasta la década de 1950. También se ha encontrado posteriormente. Los perros que conviven con humanos han propagado virus. El moquillo caninou ha infectado a hienas, chacales y leones. Este puede haber sido uno de los motivos de la desaparición del perro salvaje africano del parque nacional. Los humanos también han introducido especies vegetales no autóctonas invasoras, como la adormedera espinosa.
En la década de 2010, el plan del gobierno tanzano de construir una autopista a través del norte del Serengueti ha causado mucha indignación. El establecimiento de las ciudades de Arusha y Musoma en el lago Victoria fue una promesa del presidente tanzano Jakaya Kikwete en las elecciones presidenciales de 2005.
También se ha hablado de ampliar los límites del parque nacional hasta el lago Victoria, cuya rica fauna también necesita protección.

## Turismo

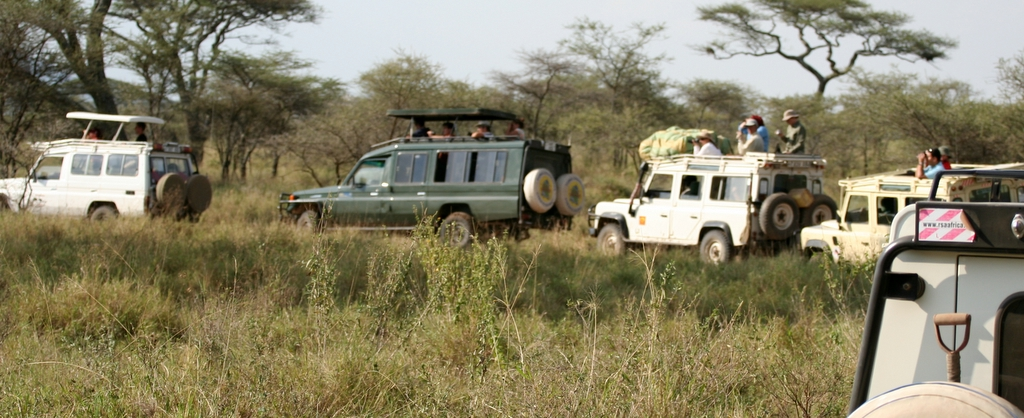
Safari fotográfico.

El Parque Nacional del Serengeti fue visitado por unas 310 000 personas entre 1998 y 2000. Algo más de un tercio de ellas eran tanzanas. En 2007, hubo más de un millón de visitantes.
Los refugios de caza y las tiendas para turistas suelen estar en plena naturaleza.

## Biografía
- Marttila, Olli; Virtanen, Pekka. "Del Kilimanjaro al Serengeti", pp 196-214, Kirjayhtymä, 1998, ISBN 951-26-4261-1